# 이의민
이의민(李義旼, ? ~ 1196년 5월 15일 (율리우스력 5월 8일) (음력 4월 9일)은 고려 중기의 무신, 군인, 정치인이자 무신정권 시절 사람이다. 본관은 정선(旌善)이다.
1184년부터 1196년까지 12년 동안 고려 왕조의 실권을 맡았다.
1170년 정중부의 난에 가담하여 장군으로 승진했고, 이의방의 명령으로 의종의 유배지로 찾아가 의종을 암살했으며, 경대승이 갑작스럽게 죽자 집권하였다. 1173년 반 무신 운동인 김보당의 난, 조위총의 난의 진압에 참여한 공로로 상장군에 올랐다.
한때 이씨가 왕이 된다는 도참설을 신봉하여 경주 민란군과 내통하기도 했다. 집권 이후 권력을 남용하다가 1196년 이른 봄 아들 이지영이 동부녹사 최충수의 비둘기를 빼앗은 사건으로 최충헌, 최충수 형제의 정변에 휘말려 암살되었다. 경주 출신이다.

## 생애

### 출생과 가계
출생 년도는 미상으로 경주의 소금장수 이선을 아버지로 영일현(지금의 포항시 연일읍)에 있던 옥령사(玉靈寺)의 여종을 어머니로 하여 경주에서 태어났다. 형제는 3형제였는데 그가 막내였다 한다. 1196년 이의민이 최충헌에게 피살되고 일가가 몰살된 뒤에도 한동안 이의민의 친척들은 경주에 있었다고 한다. 이의민의 부모는 미천한 소금장수이며 옥령사의 여종이였기 때문에 후대에 만들어진 정선이씨세보에선 이의민의 조상을 베트남 대월국 리왕조의 후손으로 이양혼이라는 가상의 인물이 창조되었다.
고려사나 고려사절요에 의하면 신종 때, 경주 출신 이사경(李思敬) 등 이의민의 다른 친척들도 경주에 촌수로 어떤 관계인지는 알려져있지 않다. 이의민의 친척인 이사경은 백유(佰瑜), 직재(直才) 등과도 인척이었다 한다. 한때 경주 이씨로 알려졌으나 그의 사촌 이희민의 손자가 강원도 정선군에 정착하였으므로 그의 집안은 정선 이씨가 되었다.
정선이씨세보에 의하면 이의민의 5대조는 이양혼이라고 알려져 있으며 송 휘종으로부터 개부의동삼사 중서문하평장사 검교태사 수사공의 벼슬을 받았다. 그러나 송 휘종은 송 흠종 등과 함께 금나라로 끌려갔다. 그래서 혼란을 피해 이양혼은 다시 일가를 이끌고 배를 타고 고려로 이주하여 고려 경상도 경주에 정착하였다고 전해지나 이양혼은 1127년에도 살아있던 사람으로 기록되어 있고 이의민은 1168년도에도 활동했던 사람이기 때문에 이의민은 이양혼의 5대손일 수가 없다. 즉 정선이씨세보가 창작되면서 이의민의 선조를 찬양하기 위해 이양혼이라는 가상의 인물이 창조된 것으로 보인다. 
그가 태어날 때 아버지 이선은 꿈을 꾸었는데, 어린 아들이 푸른 옷을 입고 황룡사 구층탑으로 올라가는 꿈을 꾸었다 한다. 그가 태어나자 아버지 이선은 아들이 반드시 귀한 신분이 될 것이라 여겼다고 정선이씨세보는 전하고 있다.

### 생애 초반
이후 그의 가계(家系)는 몰락하여 한미한 집안에서 태어났으나 키가 크고 기골이 장대하며, 힘이 세어 안찰사 김자양(金子陽)에게 발탁되어 경군(京軍)에 편입되었다.
젊어서 한때 3형제와 함께 시장의 불량배로 생활했으며 주변 향·소·부곡에도 돌아다니며 행패를 부렸는데, 고려사와 고려사절요에 의하면 장성해서는 키가 8척이고 완력이 빼어나 두 형과 함께 동네에서 횡포를 부렸다 한다. 안렴사로 파견된 김자양은 이의민 3형제를 붙잡아 고문을 가했는데, 두 형은 고문을 받던 중 죽었고, 이의민은 끝까지 견뎠다 한다. 이의민의 끈질김을 높이 본 김자양은 그를 병부에 추천했다. 이후 김자양에게 발탁되어 개성으로 떠나면서 군인으로 활동했다.

### 군인 활동
수박(권투)을 잘 하여 의종의 총애를 받아 대정, 교위를 거쳐서 별장(別將)에 임명되었다가 1170년(고려 의종 24년) 8월 정중부, 이의방, 이고, 채원 등이 일으킨 정중부의 난에 가담하여 공을 세우고 낭장을 거쳐서 중랑장이 되었다가 다시 장군으로 승진했다.
1173년(고려 명종 3년) 김보당, 장순석(張純錫) 등이 의종을 복위시키려고 일으킨 의종 복위 반란을 진압하여 대장군이 되고, 그 후 조위총의 난을 평정하여 상장군이 되었고 이 과정에서 이의방의 명을 받고 의종의 유배지로 파견되어 의종을 처형하고 시체를 가마솥 두 개에 넣어 연못에 던져버렸다고 한다. 의종을 죽인 공로로 대장군이 임명되었다가, 1179년(고려 명종 9년) 경대승이 정중부를 처형하고 정권을 장악한 뒤에는 그를 두려워하여 병을 핑계로 고향인 경주에 있다가 1181년(고려 명종 11년) 형부상서 겸 상장군이 되었다. 이때 경주로 잠시 내려갔다가 경대승이 허승을 죽였다는 것을 누군가 오보를 전해 경대승이 살해되었다는 것으로 전했다. 이때 이의민이 내가 경대승을 죽이려 했는데 누가 죽였느냐고 말했다가 경대승의 원한을 사게 되었다. 그 뒤로 병을 핑계로 경주로 낙향해서 칩거하였다.
1183년(고려 명종 13년) 경대승이 병으로 죽은 뒤에 다시 조정에 나가 판병부사가 되었다.

### 권력 장악
1183년 공부상서와 수사공 상서좌복야 등을 역임하고 1190년 동중서문하평장사 겸 판병부사를 역임했다. 그는 권력을 잡자 뇌물을 받고, 벼슬을 팔고, 백성들의 민가를 함부로 헐으며 논밭을 수시로 빼앗았으며 아들 이지영, 이지광, 손자 이진옥도 횡포가 심하기로 유명했다. 특히 이지영과 이지광은 백성들로부터 쌍도자(雙刀子)라 불릴 정도로 악명이 높았다. 아들들 중 이지영의 비행은 심각하여 이의민이 직접 이지영을 처벌할 것을 명종에게 청하였으나 명종은 이를 허락하지 않았다고 한다.
한편 그는 두경승과 심하게 갈등했다 한다. 이의민이 두경승과 같이 중서성의 회의에 갔을 때 누가 자기가 힘이 세다고 자랑해서 내가 이렇게 때려 눕혔다고 자랑하며 주먹으로 중서성 전각의 기둥을 후려치자 지붕이 흔들렸다. 두경승은 이를 받아채며 언제적 일인데 내가 맨 주먹으로 땅을 치자 사람들이 다 도망쳐 버렸다며 중서성의 벽을 치니 전각 벽에 금이 가고 구멍이 뚧렸다. 한번은 이의민과 두경승이 중서성에 앉아 일을 의논하다가 서로 의견이 갈리자 그대가 도대체 무슨 공로를 세웠길래 나보다 높은 자리를 차지했느냐며 성질을 내며 기둥을 후려쳤다. 이에 당시 사람들은 "궁중에는 이의민과 두경승이요, 추밀원에는 손석(孫碩)과 김영존(金永存)이다"라고 비아냥댔으며, 어떤 이들은 여러 시를 지어 조롱하기도 했는데 그 중 한수가 고려사, 고려사절요 등에 전한다. 나는 이가와 두가가 무섭더라 위풍이 당당해서 진짜 재상 같거든! 황각에 앉은지 3∼4년에 주먹 바람은 열번도 넘게 불었네라 하였다.
부인 최씨는 그가 바람피우는 것을 질투하여 그와 바람피우던 여종을 때려 죽였다. 그러나 부인 최씨도 바람을 피웠다가 이의민에게 발각되어 이의민은 이혼하였다. 그의 아들 이지순은 또 견룡(牽龍) 박공습(朴公襲)과 기생 화원옥(花園玉)을 두고 서로 싸웠다가 이지순이 앙심을 품고는 칼을 들고 박공습을 쫓아갔다. 박공습이 궁궐까지 달아났는데도 이지순은 박공습을 궁궐 문까지 쫓아갔다. 이에 이의민은 아들 지순을 처벌할 것을 명종에게 상주했지만, 명종은 이를 받아들이지 않았다.

### 생애 후반
풍수지리와 참위설(讖緯說)을 맹신한 그는 이씨가 왕이 된다는 속설을 신봉하여 장정과 명사들을 모았고, 급기야 자신이 왕이 될 꿈마저 꾸며 김사미(金沙彌)·효심(孝心) 등과 힘을 합하여 고향 경주를 중심으로 신라 부흥을 도모하려 하였으며 1193년(고려 명종 23년) 이의민과 내통하는 남적들을 토벌하기 위해 아들 이지순과 대장군 전존걸이 출병했으나 이지순이 오히려 이들을 도와주자, 휘하 장군들이 이지순의 처벌을 건의했지만 전존걸은 크게 한탄하며 말머리를 돌려, 기양현(基陽縣)에 가서 자살해버렸다.
1196년(고려 명종 26년) 이른 봄 아들 이지영이 동부녹사 최충수의 비둘기를 빼앗자 최충수는 이에 불만을 품고 형 최충헌을 찾아가 이의민 암살을 모의했고, 군사를 일으켰다. 1196년 음력 4월 8일, 미타산(彌陀山) 별장에서 말을 타려할 때 문 밖에서 대기하던 최충헌, 최충수 형제와 박진재 등이 일으킨 군사에게 살해되었다. 향년 40세. 그가 살해될 때 최충헌은 조정의 문신들 38명을 잡아서 인은관에 가두었다가 함께 살해하였다.
사후 이의민과 세 아들의 머리는 참수되어 길거리에 효수되었으며, 최충헌은 백존유의 도움으로 군사를 일으켜 3족을 멸하고 이지순과 이지광을 처형했으며 이지영은 해주에서 연회를 벌이다 최충헌이 보낸 장군 한휴(韓休)에게 붙잡혀 형장의 이슬로 사라졌다.

### 사후
그가 죽자 최충헌이 명종에게 공신각에 그려 두었던 그의 초상화를 없애라고 건의하자, 명종은 그 위에 덧칠을 하도록 했다.
그의 사촌 형제인 이희민과 조카 이성순까지 화를 당했다. 일부 친족들은 살아남아 후에 최충헌을 상대로 반란을 일으켰다는 의혹을 받기도 했다. 그러나 이희민의 며느리인 여흥 민씨가 종손인 이연을 데리고 강원도 정선군으로 이주, 은신하였다. 이후 그의 후손들은 본관을 정선으로 하여 세계를 이어왔다. 정선으로 숨은 이연의 아들 이우원은 신분을 숨기고 후에 사마시에 합격하여 국자감생원이 되었다.
이의민이 살해되었을 때 최충헌은 명종에게 상주하여 한광연(韓光衍)을 경주로 보내 이의민의 가까운 친척들과 집안 사람들, 집안의 노비들까지 색출해서 모두 살해하였다. 그러나 그가 죽은 뒤에도 일부 먼 일족들은 한동안 경주에 거주하였고, 최충헌은 사람을 보내 경주를 감시하게 했다. 이의민 일족들은 고려사와 고려사절요에서는 경주 사람이라 기술되어 있다. 즉 조선 말기 까지 이의민 일족은 경주 이씨로 보았으나, 1990년대 이후 후손들이 조선 말 후대에 창작된 정선이씨세보를 이용하여 이의민이 정선 이씨임을 밝히기도 했다.

## 가계
- 증조부 : 이무정(李茂貞)
- 할아버지 : 이계운(李啓運)
- 할머니 : 이름 미상
- 백부 : 이번(李蕃)
  - 사촌 형제 : 이희민(李羲珉, ? ~1196년)
    - 조카 : 이성순(李聖淳 ? ~1196년)
    - 조카며느리 : 여흥 민씨(驪興 閔氏)
      - 재종손 : 이연(李蓮)
        - 재종증손 : 이우원(李遇元), 본관을 정선으로 하였다. 이초(李初)의 증조부이다.
- 아버지 : 이선(李善)
- 어머니 : 성씨 미상, 옥령사의 여종
  - 형 : 이씨(李氏)
  - 둘째 형 : 이씨(李氏)
  - 부인 : 최씨(崔氏)
    - 아들 : 이지순(李至純, ? ~1196년)
    - 아들 : 이지영(李至榮, ? ~ 1196년)
    - 아들 : 이지광(李至光 ? ~1196년)
    - 딸 : 정선 이씨(旌善 李氏)
    - 사위 : 이름 미상
    - 딸 : 정선 이씨(旌善 李氏)
    - 사위 : 이현필(李賢弼)
      - 외손자 : 이진옥(李晉玉)

## 본관
정선(旌善) 이씨(李氏) 문중에서는 후대에 창작된 정선이씨세보를 이야기하며 자신들의 시조가 베트남 리 왕조의 이양곤(李陽焜)이고 이의민은 그의 6대손이라고 주장하고 있다.
이양곤은 베트남 이조의 제5대 황제인 신종(神宗)의 동생이며, 송을 거쳐 고려로 귀화했다고 하나, 이를 사실로 받아들이기에는 무리가 있다. 거기에는 세 가지 이유가 있다.
첫째, 이양곤의 두 차례에 걸친 망명을 사실로 보기 어렵다.
이양곤은 왕위 다툼에서 밀려난 후 송으로 망명했다가 1123년 금과의 전쟁을 피해 고려로 재차 망명했다고 한다. 이양곤은 정선이씨세보에서만 보이는 인물로 창작된 인물이다.
그런데, 이양곤의 형이라는 신종은 1116년 생이므로, 이양곤은 아무리 일찍 태어났어도 1117년 생이다.
7살짜리 어린이가 어떻게 두 차례나 망명을 할 수 있었는지 의문이다.
둘째, 이의민이 이양곤의 6대손씩이나 된다는 것을 납득하기 어렵다. 이의민이 1135년 생이라고 가정해 보자.
6대손이 아니라 아들이어야 납득 가능한 나이 차이이며, 이의민은 이미 『고려사』의 본인 열전에 소금장수 이선이라는 아버지가 나와 있다.
셋째, 이의민의 베트남 황손 설은 정선 이씨 문중의 족보에만 보이는 이야기인데, 정선 이씨의 첫 족보는 조선의 숙종 재위기인 1677년이 되어서야 편찬되었다.
따라서, 이의민의 베트남 황손 설은 허황된 이야기로 보인다. 이의민은 고려시대 기록에서는 경주 이씨로 여러번 언급되었다. 이의민의 부모가 소금장수와 옥령사의 여종으로 미천하였기 때문에 후대에 정선이씨세보에서 베트남 황손으로 창작된 것으로 보인다.

## 신분 논란
고려사에 의하면 이의민과 같은 자는 특히 한 필부인 것이니 임금이 한 사람의 신하를 보내어 그 임금 죽인 죄를 책망하여 베어도 족하다는 기사가 있다. 고려시대 당시까지만 해도 아버지나 어머니 중 한쪽이 평민이거나 양반이면 자식도 평민이나 양반으로 인정되었으나, 조선 건국 후 천자수모(賤者隨母)법과 노비종모법에 의해 어머니의 신분이 노비라면 아버지가 평민이라 해도 노비로 취급되었다.

## 이의민이 등장한 작품
- 《무인시대》(KBS 드라마, 2003년~2004년, 배우:이덕화)

## 기타
고려 후기 윤이-이초의 옥사에 연루되어 화를 당한 이초가 이희민의 손자 이우원의 후손이었다.

## 같이 보기
| - 리 왕조 - 이희민 - 이지영 - 이지광 - 이지순 - 이성순 - 이우원 - 이용상 - 이양혼 | - 무신정변 - 김보당의 난 - 조위총의 난 - 두경승 - 경대승 - 정중부 - 고려 의종 - 최충헌 - 이의방 - 이고 - 채원 - 윤이-이초의 옥사 |

| 전임 경대승 | 제4대 고려 무신정권의 집권자 1183년 ~ 1196년 | 후임 최충헌 |